# Abdul Ahad Mohmand
Abdul Ahad Mohmand, född 1 januari 1959 i Sardah, Afghanistan, afghansk kosmonaut. Mohmand var den förste afghan som företog en rymdfärd när han 29 augusti - 7 september 1988 deltog i Sojuz TM-6. Han bor nu i Stuttgart, Tyskland.

## Rymdfärder
- Sojuz TM-6